# Geografija Združenih držav Amerike
Skupna površina Združenih držav Amerike je 9.629.047 km2, kar ZDA postavlja na tretje ali četrto mesto na lestvici svetovnih držav po površini. Navedena vrednost velja za 50 zveznih držav, mesto na lestvici pa je odvisno od površine, ki je priznana Ljudski republiki Kitajski (večina virov slednjo postavlja na četrto mesto, saj ne priznavajo Republike Kitajske (bolj znana kot Tajvan), ki je odločilna za rangiranje, za del LRK). Združene države sestavlja 48 geografsko soležnih zveznih držav ter Aljaska, ki jo od osrednjih ZDA loči Kanada, in Havaji, ki so otočje v Pacifiku. Tu so še izvenozemeljski teritoriji z različnimi merami avtonomije: Puerto Rico, Deviški otoki, Ameriška Samoa in Guam.
Največja zvezna država je Aljaska, sledita ji Teksas in Kalifornija, najmanjša pa Rhode Island. Prebivalstvo šteje 303.424.093 ljudi (ocena februarja 2008), kar ZDA v svetu postavlja za Kitajsko in Indijo. Zvezna država z največ prebivalci je Kalifornija, za njo pa sta uvrščeni Teksas in New York; najmanj prebivalcev ima Wyoming. Vsaka zvezna država je razdeljena na okrožja, z izjemo Louisiane, ki ima civilne župnije (angleško parish). Velika urbana območja se nahajajo predvsem na obalah: Los Angeles v Kaliforniji, Chicago v Illinoisu in New York (kot največje mesto somestja BosWash) v državi New York.
Geografija je imela velik vpliv na razporeditev človekove poselitve ter razvoj dežele v supersilo. Prvi evropski priseljenci so živeli na vzhodnih obalah, a so se kmalu pričeli premikati preko Apalačev, kjer so našli bogato naravno okolje, sprva z reko Misisipi in Velikimi jezeri ter Velikim nižavjem; ustavili so jih sušni zahod dežele in Skalno gorovje. Selitev dalje na zahod se je nadaljevala šele v 19. stoletju pod vplivom najdišč zlata onkraj Skalnega gorovja, postopek pa je pospešilo odkritje rodovitnih grud v Kaliforniji in Oregonu. Aljaska, ki so si jo ZDA kupile leta 1867, je državi dala gorat teren in obilico naravnih bogastev, medtem ko so priključeni Havaji obogatili obseg državnih meja s tropi.
Geografsko so pomembne državne reke in jezera. Vse pomembnejše reke tečejo proti jugu, kar pomeni, da v svojem spodnjem toku niso ledene in tako lahko odnašajo material ter vodo iz zgornjega toka ter ne povzročajo poplav in nerodovitne prsti, kot se to dogaja za primer v ruski Sibiriji. Posledično je najti tudi dobre vodne poti in obilico pitne vode.
Tudi podnebje je bilo ključni dejavnik pri naseljevanju in razvoju ZDA, saj za kmetovanje primerni podnebni tipi prekrivajo več kot tri četrtine ozemlja. Zato ZDA tudi danes proizvajajo velik del svetovne hrane.
Pisana je tudi zaloga za gospodarstvo pomembnih naravnih zalog, na ribiško industrijo pa pozitivno vplivajo priobalne kontinentalne police s plitvim morjem. Vse to je dalo zagon industriji, ki se je pospešeno razrasla v 19. stoletju; ZDA so do prve svetovne vojne postale industrijska velesila. To je med drugim povzročilo hude okoljske težave, saj so naravni habitati, kakršni so gozdovi, izginili že v kolonialnih časih, v 20. stoletju pa je prišlo do hudega onesnaženja tal, zraka in voda. Povprečen Američan je v 90. letih minulega stoletja napravil 2 kilograma smeti dnevno, celotne ZDA pa proizvedejo približno 20 % svetovnih izpustov ogljikovega dioksida v ozračje.

## Topografija
Vzhodne Združene države Žigata Zajeca pretežno sestavlja gričevje z zmernimi gozdovi, ki se preliva v nizko gorovje Apalači. Slednje je nastalo kot posledica gubanja skorje v rani geološki zgodovini, kar kaže na visoko starost in posledično nizko nadmorsko višino tega gorovja. Apalači so naravna pregrada med priatlantskim nižavjem ZDA in porečjem Misisipija oziroma Velikimi jezeri. Ta so locirana v severnem osrednjem delu celinskih ZDA, na meji s Kanado. Jugovzhodni predel države premore subtropske gozdove in nasade mangrov.
Na zahodni strani Apalačev je najti porečje Misisipija z vzhodnim pritokom dveh velikih rek, Ohio in Tennesse. Ta porečja so močno rodovitna in nekoliko gričevnata.
Nekoliko bolj na zahodu se razprostira Veliko nižavje in osrčje ZDA. Danes od tam pride večina kmetijskih proizvodov, včasih pa je bilo to ravno področje prekrito s prerijami in stepami. To je tudi področje, kjer od severa proti jugu po stotem zahodnem vzporedniku poteka t. i. mrtva črta, od katere je dalje na zahod zaradi sušnih razmer možno le namakalno poljedelstvo. Nadmorska višina se nežno dviguje od nekaj 100 metrov ob porečju Misisipija do dveh kilometrov ob vznožjih Skalnega gorovja. Pretežno uravnana in nizka topografija je prekinjena z verigama Ozark in Ouachita.
Veliko nižavje se nenadoma konča s Skalnim gorovjem, ki se s slemenitvijo od severa proti jugu razprostira iz Kanade čez celoten pas ZDA skoraj do Mehike. Z nekaj izjemami tudi Skalno gorovje nima velikih naklonov; razbito je na več hrbtov, tako da vmes nastajajo doline in kotline.
Skalno gorovje proti zahodu preide v medgorske planote, veliko suho področje, ki se nahaja med omenjenim gorovjem in pacifiško gorsko verigo ter je sestavljeno iz skalnih ravnin, porečij in več manjših verig hribovij. Jugozahodni del je nizko ležeča puščava. Tu se ZDA približajo Tihemu oceanu, in sicer s Kaskadnim gorovjem in Sierro Nevado. Obe močno izstopata iz okolice, v slednji je videti tudi najvišji vrh vseh geografsko soležnih zveznih držav, Mount Whitney. V sredini pa se nahaja Velika kotlina, ki je depresija z najmanjšo nadmorsko višino -86 metrov. Na zahodnem robu tega področja se teren spusti v doline in posamezne manjše gorske verige, kjer je, na Pacifiškem severozahodu, najti enega najbolj gostih rastlinskih habitatov izven tropov v svetu.
Aljaska je svet tundre in visokih gora, na priobalnih otokih pa se bohotijo ognjeniki. Havaji so ognjeniški arhipelag v Tihem oceanu, ki jih prekriva tropsko rastje.
V splošnem torej velja, da so vzhodne obale ZDA geološko stare nižine, medtem ko je pacifiška obala razmeroma pred kratkim doživljala tektonske spremembe in je zatorej strma.

## Vodovje
Današnjo podobo Združenih držav Amerike so v veliki meri poleg drugih geografskih značilnosti zaznamovala tudi vodovja. Slednja so za svoje življenje izkoriščali že ameriški staroselci, tako za hrano in vodo kot za transport. Morje pa je bila prikladna pot do Amerike za prve Zahodne priseljence v 16. stoletju. Ti so se preko Apalačev selili v notranjost ob rekah Misisipi in Sveti Lovrenc, vse do Velikih jezer. Za selitev dalje na zahod je bila pomembna reka Misuri, ko so ZDA od Francije kupile Louisiano 1803. leta.
Še danes je za življenje ZDA pomemben tako rečni sistem kot obdajajoča jo oceana. Po vodah namreč potuje ves transport velikega obsega, tako za notranjo oskrbo ZDA kot za izvoz. Voda pa je pomembna tudi sama po sebi, in sicer za pitje ter druge človekove osnovne potrebe, pa tudi za namakanje in industrijske dejavnosti. Ker celotne ZDA ne ležijo v dovolj vlažnem podnebju, je voda tja dovajana po več sto kilometrov dolgih vodovodih. Na rekah ZDA je najti mnogo jezov; v zahodnem delu države so bili zgrajeni zlasti kot del sistema za namakanje, medtem ko so jezovi v Apalačih na prvem mestu namenjeni nadzoru poplavljanja. Ti jezovi pa seveda služijo tudi kot vir električne energije.
Najpomembnejši in največji porečji države sta porečje reke svetega Lovrenca in porečje rek Misisipi in Misuri. Po teh dveh rekah se vozi 75 % notranjega vodnega tovora. Prva reka namreč omogoča dostop z Atlantika do Velikih jezer, porečje Misisipija in Misurija pa vpliva na večji del osrednjih ZDA – vanj se stekajo tudi vode reke Ohio, ki teče preko severnih Apalačev, ter reke Tennessee, ki je glavna reka južnih Apalačev. Reke na zahodu so imele manjši, a takisto razmeroma velik vpliv na državo in prebivalstvo. Pomembnejša je Columbia, ki v Pacifik odvaja vode večine severozahodnega dela dežele, medtem ko pretežno sušni jugozahodni predeli dobijo vodo s tokovoma Rio Grande in Colorado. Kalifornija se zanaša na reki Sacramento in San Joaquin. Reka Jukon na Aljaski je pomembna zaradi svoje plovnosti.

### Reke
Najdaljši in v mnogih pogledih najpomembnejši vodotok ZDA je Misisipi. Dolg je 3.770 kilometrov, izvira v jezeru Itasca v severni državi Minnesota, skozi rečno delto pa se izliva v Mehiški zaliv v zvezni državi Louisiana. Njegovi pritoki so Ohio, Misuri, Tennessee, Arkansas, Rdeča reka in Illinois. Ta vodni sistem odvaja vodo s pretežnega dela osrednjih ZDA. Struga Misisipija je široka do 1,6 kilometra in globoka do 7 metrov. Reka je plovna do mesta Baton Rouge v Louisiani za ladje z velikim ugrezom in do 2.900 kilometrov v notranjost za manjše ladje. Pomembna je postala, ko so se priseljenci pričeli seliti v notranjost dežele; tako se je razvil New Orleans, ki leži približno 160 kilometrov severno od ustja reke, kasneje pa je ob toku nastalo tudi več drugih mest, kot so St. Louis v Misuriju, Saint Paul v Minnesoti in Memphis v Tennesseeju.
Ohio je eden glavnih pritokov Misisipija, a je s svojimi 1.580 kilometri dokaj kratek. Kljub temu je vodotok pomemben za ZDA zaradi velike vloge pri priseljevanju v notranjost. Do odprtja Eriejskega prekopa, ki povezuje reko Hudson in Eriejsko jezero ter tako tudi Atlantik s tem jezerom, je bila reka Ohio najvarnejši in najcenejši transport v notranjost. Takisto je bila pomembna za prevoz premoga iz Apalačev v industrijska središča. Ob reki so se razvila mesta Pittsburgh in Cincinnati v Ohiu, Louisville v Kentuckyju idr. Ker je bila reka prvotno preplitva za plutje, je zvezna vlada poskrbela za sistem 40 jezov, ki vzdržujejo vodo na dovolj visokem nivoju. Tako se industrija tudi danes zanaša na transport po tej reki.
Tennessee je pritok reke Ohio, danes s kanalom povezan z reko Tombigbee in z njo v Mehiški zaliv. Leta 1933 je bil kot odziv na veliko depresijo ustanovljen Odbor za dolino Tennessee, ki je zgradil 20 jezov in napravil področje izjemnega pomena za pridobivanje hidroelektrične energije. Ta je v regijo privlačila mnogo industrije, zaradi nadzorovanega poplavljanja pa je vzcvetelo tudi kmetijstvo.
Misuri je 3.726 kilometrov dolg pritok Misisipija, ki izvira v Montani na severu Združenih držav. Njegovo porečje prekriva severni del Velikega nižavja. Tudi ta reka je služila kot vodna pot priseljencem, danes pa je za plutje zlasti večjih plovil neprimerna zaradi nestalnih tokov in podvodnih peščenih nasipov. Kljub mnogim strategijam za izboljšanje gospodarskih koristi reke ta še vedno ostaja razmeroma malo prometna.
Reka Rio Grande izvira v Skalnem gorovju in teče na jugovzhod proti 3.100 kilometrov oddaljenemu iztoku v Mehiški zaliv. Ljudem je bila pomembna za namakanje in pitno vodo ter industrijsko uporabo v sušnih predelih. Danes mnogokrat zmanjka uporabne vode za naselja nižje ob toku, zato so bili zgrajeni jezovi za nje zadrževanje; na ta način do vode pridejo tudi prebivalci Mehike. Gospodarsko sodelovanje med ZDA in Mehiko je povzročilo razcvet več pristaniških mest ob reki, med drugim Albuquerque, New Mexico in El Paso v Teksasu.
Kolorado iz Skalnega gorovja v zvezni državi Kolorado teče 2.330 kilometrov daleč v Kalifornijski zaliv. Prečka Koloradsko planoto, kjer je v milijonih let izdolbla kanjone, med njimi Veliki kanjon, ki je ena izmed svetovno znanih geomorfoloških znamenitosti, široko do 29 kilometrov in globoko onkraj 1.600 metrov. Kolorado je predmet sporov zaradi svoje edinstvenosti v sušnem jugozahodnem delu ZDA: v prvi polovici 20. stoletja je bilo zgrajenih več jezov, a to ni zadostovalo kasnejšim potrebam; zato je bil v 30. letih 20. stoletja zgrajen Hooverjev jez, ki zadržuje vodo v umetnem jezeru Mead, enem največjih svetovnih rezervoarjev sladke vode. Iz reke so napeljali tudi več vodovodov v oddaljene sušne predele, kljub temu pa so potrebe po vodi iz Kolorada tudi danes večje od zalog.
Sacramento in San Joaquin napajata plantaže poljedelstva v kalifornijski centralni dolini, v Pacifik pa se izlivata v presledku priobalne gorske verige pri zalivu San Francisca. Ta rečni sistem je pomemben za južne predele kalifornijske doline, saj je mnogo bolj sušen kot severni. Zaradi suše v južnem delu so napravili sistem prehoda vode iz Sacramenta v San Joaquin, ki teče po južnem delu.
Columbia je osrednja reka Pacifiškega severozahoda, dolga 2.000 kilometrov. Pomemben je tudi njen pritok Snake River. Columbia poteka po meji med zveznima državama Washington in Oregon od vzhoda proti zahodu, nato pa prebija Kaskadno gorovje in se izteka v Tihi ocean. Reka ima velik strmec in pretok vode, ki ga prekašata le pretoka Misisipija in Svetega Lovrenca. Zato ima največji hidroelektrični potencial v ZDA, ki ga izkorišča 11 jezov. Ob reki sta se razvili mesti Spokane v državi Washington in Portland v Oregonu.
Jukon si lasti porečje, ki se razprostira preko večjega dela osrednje Aljaske. Izvira v zahodni Kanadi in se izliva v Beringovo morje. Iskalci zlata, ki so tja prišli po njega odkritju, so reko uporabljali za potovanje v notranjost gorate dežele. Še danes pa je Jukon pomemben za množico staroselcev, ki ga uporabljajo za prevoz in ribarjenje. Večjih urbanih središč, ki bi jih ustanovili evropski priseljenci, tam zaradi hladnega podnebja ni.

### Jezera
Velika jezera (Superior, Huron, Michigan, Ontario, Erie) so s svojimi 244.100 km2 glede na svojo površino, ne pa tudi prostornino, največje sladkovodno telo sveta. Ležijo na severnih mejah ZDA in se razen jezera Michigan vsa dotikajo tudi Kanade. To so ostanki pleistocenske poledenitve, ko so ledeniki oblikovali kotanje, te pa so bile po umiku ledu zalite z vodo. Jezera z Atlantskim oceanom povezuje reka svetega Lovrenca. V naravni različici je bila uporaba jezer kot transportnega sredstva omejena zaradi brzic in slapov v pretokih med njimi ter zaradi neprehodne reke svetega Lovrenca, stanje pa se je z vidika transporta za človeka izboljšalo z izgradnjo množice kanalov med jezeri in do oceana. Prvi kanal do oceana je bil Eriejski prekop, ki je povezoval jezero Erie z reko Hudson, ta se izteka v Atlantski ocean. Ko je bil zgrajen Wellandov prekop, ki potuje mimo Niagarskih slapov, so bila Velika jezera dostopna malim oceanskim ladjam preko Svetega Lovrenca. Vse to je botrovalo rasti mest ob Velikih jezerih. V 50. letih preteklega stoletja sta se vladi ZDA in Kanade odločili, da bosta uredili morsko pot Svetega Lovrenca, po kateri bodo imele dostop do jezer velike čezoceanske ladje; danes tako obstaja 720 kilometrov inženirskih popravkov, ki omogočajo pot, a 7,2 metra globok kanal še vedno ni ploven za največje čezoceanke. Morska pot je odprta le devet mesecev letno, saj je reka pozimi zamrznjena, takisto bregovi jezer. Po tej poti potuje masovni tovor, med drugim je to železova ruda, apnenec, les, premog in žito. Ob jezerih je razvitih mnogo velikih mest, pomembnejša so Chicago v Illinoisu, Milwaukee v Wisconsinu, Detroit v Michiganu, Cleveland v Ohiu in Buffalo v New Yorku.
Veliko slano jezero je kotanja v Veliki kotlini, Utah. Je ostanek jezera Bonneville, nastalega zaradi ledenikov pleistocenske poledenitve. Njegovo ime označuje veliko vsebnost soli, do katere prihaja zaradi velikega pritoka v vodi raztopljenih soli s sosednjih pobočij; ker iz kotanje ni odtokov, se sol nabira, pritoki sladke vode, ki bi razredčili jezersko vodo, pa so le občasni. Malo ljudi je ostalo v Veliki kotlini, saj so mimoidoči priseljenci potovali na zahodno obalo. Izjema je bila mormonska skupnost, ki se je tu naselila v sredini 19. stoletja, razvila kmetijstvo in ustanovila mesto Salt Lake.

### Obale
Združene države premorejo 19.924 kilometrov obal. Celinske ZDA so omejene z dvema oceanoma in Mehiškim zalivom. Država si lasti pas 12 morskih milj teritorialnega morja in 200 morskih milj ekonomskega pasu.

#### Atlantska obala
Atlantska obala ZDA omejuje državo na vzhodni strani s 3.330 kilometrov dolgim obalnim pasom, ki sega od meje s Kanado v državi Maine do konca Floridskega polotoka. Obala leži na obalni ravnici, ki sega v notranjost vse do Apalačev. Izjema je severni konec obale, ki je skalnat in gričevnat. Zaradi ravninskega položaja je mnogokrat videti priobalna močvirja s sladko (iz ustij rek) in slano (iz morij) vodo, velik del obale pa zaznamujejo tudi zemeljske kose, tj. iz morja gledajoči nasipi peska vzdolž obale.
Atlantska obala je bila tista, na katero so prišli prvi evropski priseljenci. Na njej so ustanovili svoja naselja, začenši z Jamestownom leta 1607. Kasneje so ta mesta oskrbovala priseljence, ki so se podajali v notranjost dežele. Celotno vzhodno obalo Združenih držav dobro povezuje sistem umetnih in naravnih plovnih kanalov Atlantic Intracoastal Waterway, ki sega od Bostona do Key Westa na Floridi. Pot poteka po rekah, zalivih, rokavih in umetnih kanalih. Danes je na atlantski obali moč najti velike urbane centre, kakršen je megalopolis na severovzhodu države, med drugim obsegajoč New York, Boston, Philadelphio, Baltimore in Washington, D.C. Floridska obala je najbolj pogost cilj vodne poti latinoameriških ilegalnih imigrantov.

#### Obala Mehiškega zaliva
Obala ob Mehiškem zalivu je takisto nizka. Njena dolžina znaša 2.625 kilometrov. Na njej se v morje izliva Misisipi skozi svojo delto, sicer pa je tip obale izrazito lagunast. Opaziti je dolge zemeljske kose, največja med njimi, Padre Island v Teksasu, je s 130 kilometri najdaljši tovrstni predobalni otok na svetu. Pred obalo Mehiškega zaliva se pod morskim dnom nahajajo velike zaloge zemeljskega plina in nafte, kar je botrovalo razvoju industrijske regije v tem delu države.
Prvi evropski priseljenci tega območja so bili Španci in Francozi, ZDA pa so se tja razširile ob nakupu Floride in Louisiane. Dokončno razširitev je pomenila priključitev Teksasa leta 1845. V delti Misisipija je v 19. stoletju zrasel New Orleans, teksaški Houston pa je prestolnica naftne industrije. Prometno je pomembna vodna pot Gulf Intracoastal Waterway, ki poteka pretežno po zavetnih vodah za zemeljskimi kosami in povezuje 9 od 15 največjih pristanišč Združenih držav.

#### Obala Pacifika
Pacifiška obala je dolga 2.081 kilometrov in se bistveno razlikuje od vzhodne po svoji razgibanosti. Iz morja se namreč razmeroma strmo dviga obalni gorski pas; edino na skrajnem jugozahodu države, ob stiku z Mehiko, je obala nekoliko bolj uravnana, v severozahodnih predelih pa se razčleni in vsebuje množico zalivov, fjordov, polotokov in otokov. Pacifiška obala je prizorišče silovitih neviht, ki prihajajo s Pacifika, in potresov, ki na tem stiku dveh drsečih plošč niso redki.
Naselja ob pacifiški obali so se pričela razvijati kot pristanišča za natovarjanje lesa na ladje, pa tudi kot ribiške naselbine. Danes se prebivalstvo teh področij veča, pa tudi pomen je narasel, ko so se ZDA obrnile stran od Evrope in pričele gospodarsko nadvladovati Azijo in Latinsko Ameriko. Največje mesto regije je Los Angeles, pomembni sta tudi San Francisco in Seattle, pa nekatera druga.

#### Obale necelinskih ZDA
Zvezna država Aljaska si s Pacifiškim in Arktičnim oceanom deli 10.690 kilometrov meje. Je globoko razčlenjena, z velikimi fjordi, nastalimi pod vplivom pleistocenske poledenitve. Ob obali je najti množico otokov, zahodno obalo pa zaznamuje delta reke Jukon. Le severna obala je uravnana, druge obale pa so strme, njih vzpetine se spuščajo naravnost v morje. Topli vetrovi Tihega oceana povzročajo, da obale Aljaske ostanejo nezamrznjene skozi celo leto. To omogoča tako ribarjenje kot oceanski transport lesa iz pristanišč. Tudi večina naselij Aljaske je nanizana ob obalni liniji.
Obalna črta Havajev je posebna zaradi svoje lege v tropskem podnebju in v središču Pacifika, daleč od celinskega dela Združenih držav. Njena dolžina je 1.210 kilometrov. Obala tako kot preostanek otoka leži na ognjeniški kamnini, zato je ponekod najti plaže iz črnega vulkanskega peska. Pred obalami se nahajajo koralni grebeni, ki povzročajo lomljenje valov, zaradi česar so havajske obale znane po vodnih športih. Podvodni potresi sem in tja botrujejo nastanku cunamijev, ki ogrožajo obalne predele Havajev. Zaradi lege Havajev daleč v oceanu je izmed transportnih sredstev daleč najbolj razvit pomorski tovorni promet, ki povezuje otoke tako med seboj kot s celino. Najpomembnejše pristanišče je Honolulu.

## Podnebje
Podnebni mozaik ZDA sestavlja mnogo različnih tipov podnebja. Temu je vzrok velikost dežele in odmaknjenost nekaterih regij. Tako se podnebni pasovi raztezajo vse od ostrega hladnega na Aljaski do toplega, vlažnega tropskega na Havajih. Ker vsa gorovja celinskih ZDA za razliko od Evrope potekajo v smeri sever-jug, ni pomembnejših topografskih pregrad za hladne ali tople zračne mase tropov ali arktičnih območij, kar često pomeni hitro menjavanje vremenskih pogojev.
Najbolj poznana podnebna delitev Združenih držav je na vlažni vzhod dežele in suhi zahod, ki ju ločuje črta 100° z.g.š. (mrtva črta). V prvem podnebju so padavine obilne; v severnem delu je pozimi mnogo snega in mraz, medtem ko je južni del zaznamovan z vročimi poletji in deževjem skozi vse leto. Dovolj velika stopnja vlage je tu spodbudila tradicionalno ameriško kmetijstvo, ki je iztrebilo večino nekoč mogočnih gozdov; danes so ti ponekod obnovljeni, na drugih mestih pa se je prst posledično degradirala in postala neprimerna za rast gozdov ali poljedelstvo. Temu vzhodnemu vlažnemu pasu sledi prehodni pas okoli mrtve črte, kjer tradicionalno najdejo svoje mesto visokotravne prerije, te se proti zahodu spreminjajo v stepe z nizko travo. Naravnega rastja je danes tudi tu malo zaradi gojenja kulturnih rastlin, zlasti pšenice. Suhi zahod države pa ni sposoben vzgajati kulturnih posevkov brez namakanja, saj nekateri (puščavski) predeli dobijo manj od 125 milimetrov padavin letno. V tej regiji zato med kmetijskimi panogami prevladuje živinoreja. Podnebna izjema zahodnih ZDA je Kaskadno gorovje in Pacifiška gorska veriga, ki se napajata z zajetnimi orografskimi padavinami, izhajajočimi iznad Pacifika. Ta področja zato zaznamujejo obsežni iglasti gozdovi.
Lastnosti prsti so tesno povezane z razporeditvijo klimatskih pasov, kar še posebno velja za Združene države. Nerodovitni podzoli so prisotni v hladnih celinskih podnebnih območjih, ravno tako nerodovitne lateritske prsti je najti v bolj vlažnih in toplih podnebjih; černozjomi, ki so zelo bogati in rodovitni, pa prekrivajo tla zahodno od vlažnega vzhodnega dela države.

### Podnebni ekstremi
Najhladnejše temperature v Združenih državah so bile izmerjene v tundri Aljaske, in sicer -62 °C; najbolj topel zrak pa je bil izmerjen v sušni Dolini smrti v Kaliforniji, 56,7 °C, kar je za meritvijo v Libijski puščavi druga najvišja izmerjena vrednost na Zemlji. Najvišje svetovne vrednosti višine snežne odeje so bile izmerjene v oceanskem podnebju severozahodnih ZDA, kjer je povprečna letna višina snežne odeje na Mount Rainierju v državi Washington 17.580 milimetrov. Tamkajšnji rekord je bil izmerjen v zimi 1971-72 in je znašal 28.500 milimetrov. Snežna odeja je debela tudi v gorovju Wasatch v bližini Velikega slanega jezera in v ameriški Sierri Nevadi v bližini jezera Tahoe. Vzhod ni tako obdarjen s snegom, večina pa ga zapade okoli Velikih jezer.
Celinske ZDA prejmejo največ dežja v severozahodno locirani zvezni državi Washington, 3.480 milimetrov. V splošnem pa daleč prednjačijo Havaji, ki prejmejo 11.655 milimetrov letnega dežja in so tako ena najbolj vlažnih svetovnih regij; na drugi strani je najbolj suha regija dolina Yuma v zvezni državi Arizona, povprečna količina letnih padavin je 66,8 milimetrov.

### Podnebne regije

#### Vlažno celinsko podnebje
Podnebje, ki zaznamuje vzhodne Združene države, je dveh tipov: vlažno celinsko na severovzhodu in subtropsko na jugovzhodu. Prvo je prehod med subtropskimi podnebnimi regijami ameriškega jugovzhoda in subarktičnimi regijami Kanade. Zato se na tem področju mešajo zračne mase obeh sosednjih podnebnih tipov. Opaziti je izrazito razlikujoče se štiri letne čase, pozimi se lahko sneg zadrži nekaj mesecev. Takšen podnebni tip je ustrezal evropskim priseljencem, saj je bil podoben tistemu v njihovih domovinah in posledično ugoden za nadaljevanje doma priučenega načina kmetovanja.
Vlažno celinsko podnebje severovzhoda je razdeljeno na regijo z vročimi poletji in regijo s toplimi poletji. Vlažno celinsko podnebje s toplimi poletji prekriva skrajni severovzhodni pas ZDA, od Nove Anglije poteka preko Velikih jezer v bolj zahodne predele Kanade, razteza se med 45° in 60° s.g.š. Za ta konec so značilne ostre zime, ki zadržujejo sneg do 5 zimskih mesecev, povprečne januarske temperature pa gredo pod -15 °C. Poletja so kratka, z mesečnimi povprečji do 20 °C, razlika med zimskim in poletnim povprečjem pa je znano velika, do 40 °C. Nad tališče se temperatura dvigne le v 150 dneh letno.
Povprečne padavine na leto znašajo 800 milimetrov, pozimi pretežno sneg. Nekoliko bolj sušna so zahodna področja tega pasu oziroma prerije.
Regijo večinoma prekrivajo podsoli, manj rodovitne prsti. Travišča Velikega nižavja pa rastejo na bolj rodovitnih molisolih. To je bila regija obsežnih gozdov, a so jih skrčili evropski priseljenci ter zasadili tudi nedomorodne vrste. Območje sicer nima za poljedelstvo primerne podlage (obstaja gojenje krompirja in nekaterih žitaric), a je razvilo živinorejo. Okolica Velikih jezer je tako znana po pridelavi mleka in mlečnih izdelkov.
Pas, ki leži južno od zgoraj omenjenega, ima vlažno celinsko podnebje z vročimi poletji. Nahaja se med 35° in 45° s.g.š. in se razteza južno od Velikih jezer. Zimsko mesečno povprečje je navadno pod 0 °C, medtem ko je poletno med 18 in 24 °C. Letne padavine naberejo med 500 in 1.000 milimetrov dežja, poleti lahko pride do uničujočih neviht in toče. To je področje alfisolov in molisolov, ki so rodovitne prsti, zato je skupaj s prisotnostjo vlažne klime zelo primerno za poljedelstvo. Naravna okolja so poraščena z listnatimi gozdovi in travišči, a slednjih praktično ni več zaradi kultivirane pokrajine. To je domovanje koruznega pasu ZDA.

#### Vlažno subtropsko podnebje
To je podnebni pas jugovzhodnih ZDA, ki ga zaznamujejo dolga, soparna in vroča poletja. Zimsko temperaturno mesečno povprečje znaša med 4 in 10 °C, poletno pa 26 °C. Padavine v tem delu države so obilne, segajo med 760 milimetrov letno na bolj sušnem zahodu in 1.500 milimetrov na jugu. Padavine so pretežno poleti, pozimi pa kaka odcepljena polarna zračna masa lahko prinese kratkotrajen sneg.
Ultisoli, ki so prevladujoč tip prsti v teh krajih, so manj rodovitni zaradi obilice padavin, ki izpirajo hranilne snovi. Regija ima kljub temu bujno vegetacijo, bolj ali manj zimzeleni subtropski gozd. Poleg drevja je dobro razvito podrastje. Poljedelstvo v teh krajih je visoko razvito in proizvaja industrijski les ter industrijske rastline, kakršne so tobak, bombaž, sladkorni trs, agrumi in riž.

#### Polsuho podnebje
Polsuh podnebni pas leži zahodno od mrtve črte, v Velikem nižavju. Je prehodni podnebni pas med zahodnimi puščavami in vlažnim podnebjem vzhoda Združenih držav. Ker se regija razteza čez mnogo stopinj zemljepisne širine, je opaziti tudi velike temperaturne razlike. Zima ob kanadski meji lahko povzroči temperature do -18 °C, medtem ko se ob mehiški meji v tem podnebnem pasu temperatura pozimi ne spusti daleč pod ledišče. Povprečna temperatura na severu seže do 24 °C, na jugu pa je povprečje 32 °C (Las Vegas, Nevada). Najvišja izmerjena temperatura te regije je 48 °C.
Letna višina padavin se giblje med 250 in 500 milimetri letno, kar zadostuje za življenje trav, ne pa tudi gozda. Aridisol, ki tu prevladuje, je alkalna prst, ki ima omejene zmožnosti za hranjenje posevkov. Za poljedelstvo je potrebno tudi namakanje, zato je v kmetijstvu uveljavljena reja drobnice. Polsuho podnebje je pšenični pas ZDA.

#### Suho podnebje (puščava)
To je najbolj sušno podnebje države, ki obsega jugozahodni del ZDA. Ima manj kot 250 milimetrov letnih padavin, ki so neredne, visoke temperature pa povzročajo hitro izhlapevanje vlage iz površja. Takšno podnebje je posledica gorskih verig na zahodu, ki delujejo kot pregrada za padavine iznad oceana. To je tudi območje visokih temperatur, saj čist zrak omogoča hitro ogrevanje tal s strani Sonca, seveda pa pod večer temperature zaradi istega razloga hitro padejo. Suho podnebje ameriškega jugozahoda ima mile zime in dolga vroča poletja, kjer je povprečna temperatura med 29 in 35 °C, čez dan pa se dvigne do 43 °C. Zimski dnevni maksimum je med 18 in 24 °C, takratne noči pa so hladne, temperatura pa se spusti med 7 in 13 °C.
Značilna prst so aridisoli, humusa pa skorajda ni zaradi pomanjkanja njegovega vira, vegetacije. Obstoječa rastlinska odeja je prirejena puščavskim razmeram: kaktusi in druge mesnate rastline imajo mnogo mehanizmov, s katerimi si zagotavljajo možnost preživetja v takšnem okolju. Puščavskim razmeram so prilagojene tudi tamkajšnje živali.
Zahodni priseljenci se v pionirskih časih zaradi težkih življenjskih razmer v tem delu države niso naseljevali. Poselitev pa se je razmahnila, ko so pričeli črpati podzemno vodo, napeljevati tokove ter graditi jezove za zadrževanje vode. Današnje prebivalstvo je tako številčno in potrošno, da je oskrba s potrebno vodo danes velik problem.

#### Sredozemsko podnebje
Sredozemsko podnebje se v Združenih državah razprostira preko Kalifornije na zahodni obali. To je območje suhih poletij in milih deževnih zim, kakršnega je v največji meri najti v evropskem Sredozemlju. Poletne temperature sežejo med 20 in 25 °C, zimske pa med 4 in 10 °C. Velika večina padavin je koncentrirana na zimo, skupna letna povprečna mera pa je med 360 in 640 milimetrov. Tla prekriva množica različnih prsti. Tamkajšnje rastline so prilagojene sušnim poletjem, zato so med drugim veje mnogokrat razraščene nizko ob tleh. V splošnem prevladuje grmičevje in trave.
Sredozemska regija je izjemno razvita tudi na področju kmetijstva, na prvem mestu poljedelstva. To omogočajo namakalni sistemi. Znana je tudi proizvodnja vina in poljščin, nekaj je tudi živinoreje.

#### Oceansko podnebje
To je razvlečeno ob zahodni obali vse od konca sredozemskega pasu dalje v Kaliforniji preko Kanade do južnih obronkov Aljaske. Tu razlike med letnimi časi niso tako vidne, neizrazita so tako poletja kot zime. Poletno temperaturno povprečje je med 15 in 20 °C, zimsko pa med 4 in 10 °C. Pogostemu deževju in nevihtam botruje vlažen zrak, prihajajoč iznad Pacifika proti gorati severozahodni obali. Poletje je čas nekaj sončnih mesecev, vremensko podobo pa sicer bolj zaznamujeta megla in oblačnost. Večina od letnih 1.450 milimetrov padavin pade pozimi. Ta regija je domovanje iglastih gozdov, od koder so znane najvišje sekvoje sveta. Prevladujoča prst je podzol, manj rodovitna gruda, ki za omogočanje rasti tamkajšnjih vrst sadja, jagodnic in vrtnin potrebuje gnojila. Kmetijsko je pomembna tudi pridelava mlečnih izdelkov.

#### Subarktično podnebje
Združene države Amerike imajo takšen tip podnebja v notranjosti Aljaske; razteza se do 60° s.g.š. oziroma do arktičnega kroga, kjer se pokrajina spremeni v tundro. Podnebje je znano po kratkih, dva do tri mesece trajajočih poletjih, kjer povprečna mesečna temperatura ne preseže 10 °C. Zima, ki je prisotna že oktobra, spusti vrednost temperaturnega mesečnega povprečja na -15 °C. V tem pasu je padavin malo, praviloma manj od 500 milimetrov letno. Večina jih vlaži tla poleti, medtem ko so zime izredno suhe zaradi hladnih zračnih mas. To je tudi pas izrednih nihanj dolžine dneva: v zimskem obdobju je dolg do 8 ur, poleti pa traja 17 do 22 ur. Tipične prsti so inceptisoli, ki so siromašne z minerali in tako nerodovitne. Na tla pa pomembno vpliva tudi permafrost, stalno zamrznjena podlaga; poletna toplota namreč odtaja le vrhnje 3 do 4 metre podlage, spodaj pa še vedno ostaja led. Ker na površju staljena voda ne more pronicati v globino, pride do nastanka močvirij, ki so zelo primerni habitati za mrčes. Rastlinsko odejo te tajge večinoma sestavljajo organizmi, prilagojeni sušnim razmeram (kserofiti). Živali so pred mrazom zavarovane z gostimi kožuhi, kar jih dela privlačne za lov.
Človek na tem področju ni razširjen, saj regija nudi med drugim malo možnosti za agrikulturni razvoj. Kljub temu uspeva krompir in posamezne druge kulture. Večina prebivalstva pa se ukvarja s pridobivanjem lesa, ribarjenjem, rudarjenjem in lovom.

#### Polarno podnebje
Polarni kraji se nahajajo v pasu, ki se razprostira onkraj polarnega kroga, kar za ZDA pomeni skrajni severni konec Aljaske. Zaznamovani so z izjemno dolgimi poletnimi dnevi in obratnimi zimskimi. Povprečne temperature se nad ledišče dvignejo le v 2 do 6 mesecih, a tudi takrat se v več dneh temperatura spusti pod ledišče. Poletna mesečna povprečja nikoli ne presežejo 10 °C, zimske povprečne temperature pa padejo na okoli -25 °C. Na leto se nabere manj od 360 milimetrov padavin, večina teh v mesecih kratkega poletja; zimske temperature so redke in snežne. Sneg je suh in zato kompakten, pa tudi velik del slednjega odpihnejo močni vetrovi, ki brijejo čez neporaščene planjave Aljaske. Tudi tu je v tleh prisoten permafrost, in sicer že 40 do 60 centimetrov pod površjem. Inceptisoli so nerazvite prsti, ki so v času nezamrznjenosti zamočvirjene, in ker je osuševanje tamkajšnjih močvirij malone nemogoče, je nemogoče tudi gojenje kulturnih rastlin. Naravna vegetacija pa so lišaji, mahovi, šaši in majceni grmiči. To zadostuje za hrano živalim, kot so ameriški severni jelen, mošusov bivol in navadni jelen. V morjih, ki obdajajo severno Aljasko, je moč najti tjulnje, mrože in kite, po ledenih ploščah pa se sprehajajo severni medvedi.

#### Tropsko podnebje
To je podnebje, ki zaznamuje geografske značilnosti Havajev v Tihem oceanu. Nahajajo se več kot 3.000 kilometrov stran od obal celinskih ZDA in so zato močno drugačno okolje. Tropski deževni gozd je bujen zaradi izjemno velike količine padavin, ki nastajajo orografsko, ob visokih ognjeniških vrhovih otočja. Ravno zaradi orografskega značaja prihaja do velikih lokalnih razlik v vodnem stolpcu, tako npr. mesto Honolulu, ki leži na zavetrni strani gora, prejme le 640 milimetrov dežja letno, medtem ko Mount Waialeale dobi 11.455 milimetrov in je torej ena najbolj vlažnih točk planeta. Zaradi oceanskih vetrov temperature niso ekstremne, julijsko povprečje je 21 °C, zimsko pa ni mnogo nižje. Lokalne rdeče prsti so zmerno primerne za kmetovanje, sicer pa omogočajo rast bujnih tropskih deževnih gozdov. V bolj sušnih predelih Havajev so prisotni kserofiti. Zaradi izoliranosti havajske otoške verige je tam vse polno endemitnih rastlinskih in živalskih vrst, izmed katerih jih je mnogo ogroženih zavoljo človeka in njegovega početja. Havaji so tradicionalno gojili tropske rastlinske kulture, zlasti ananas, sladkorni trs, papajo, makadamijo in kavo.

## Poselitev
Demografija Združenih držav Amerike pozna tri glavne velike selitve znotraj države. Prva je migracija ameriških staroselcev oziroma indijancev, ki so jo prisilno povzročili priseljenci, ko so staroselce pregnali na zahod in nato v rezervate. Druga selitev je migracija pionirjev z vzhodnih obal ZDA v notranjost in proti zahodnim obalam, ki je potekala od sredine 18. do začetka 20. stoletja. Tretja pa je migracija afroameričanov, potomcev sužnjev, z ruralnih območij juga v industrijska mesta severovzhoda in srednjega zahoda med 1. svetovno vojno in v 60. letih 20. stoletja.

### Poselitveni vzorci
Tako kot v večini drugih držav sveta je tudi prebivalstvo Združenih držav pretežno razporejeno ob obalah. 38 % ljudi prebiva v priatlantskih regijah, 16 % v pripacifiških in 12 % ob obali Mehiškega zaliva. To so tudi področja največjih mest oziroma megalopolisov, znanih tudi kot stara industrijska središča ZDA. Prebivalstvo je najredkeje naseljeno med reko Misisipi in Skalnim gorovjem, zlasti v Velikem nižavju.
Splošna demografska značilnost prebivalstva ZDA je visoka stopnja mobilnosti: Američani se preselijo povprečno 13-krat v življenju, a manj kot nekoč. Za 21. stoletje je značilno povečevanje prebivalstva na jugovzhodu in ob pacifiški obali. Nekoliko drugače je bilo v drugi polovici 20. stoletja, ko so se prebivalci preseljevali v bolj južne predele države. Eden najpomembnejših razlogov za ta pojav je bila vojaška industrija hladne vojne, ki se je razvijala v južnih krajih in odprla mnogo delovnih mest, pa tudi izum klimatskih naprav ter iztrebljenje malarije, trakulje in drugih bolezni vlažnih podnebij je pripomoglo k popularizaciji tamkajšnjih regij.
Danes imajo velika mesta severovzhoda in Velikih jezer težave zaradi izgube svoje nekdanje vloge. Problem se je začel pojavljati v 50. letih, ko so se velike industrije pričele seliti v druge delež dežele ali pa celo preko nacionalnih meja. Odtod izvira tudi izraz Pas rje (angleško Rust Belt), ki označuje mesta okolice Velikih jezer ter kaže na propad mnogih industrijskih obratov. Medtem ko so ti stari industrijski centri izgubili znaten del svoje populacije, pa so nekatera druga stara mesta, kot so New York, Boston, Filadelfija, Washington, D.C. in Chicago ohranila svojo vlogo finančnih, storitvenih, izobraževalnih in kulturnih centrov. Kljub dejstvu, da je urbani pas med Bostonom in Washingtonom še vedno najbolj gosto naseljeno področje ZDA, pa je število tamkajšnjega prebivalstva upadlo ali stagnira. Del problemov starih urbanih središč predstavljajo tudi nezadostno prometno omrežje, zastareli objekti in drugo.
Največ selitev druge polovice preteklega stoletja je potekalo iz države New York na Florido, v New Jersey in Kalifornijo, iz Kalifornije v države Washington, Arizona, Teksas in Oregon, iz New Jerseyja na Florido in v Pensilvanijo. Okoli 20 % teh migrantov se kasneje vrne v svojo prvotno državo. V 90. letih je tretjina Američanov živela v zvezni državi, ki ni bila država njihovega rojstva.

### Urbanizacija ZDA
V svojih začetkih so bile Združene države Amerike ruralna država s 95 % kmečkega prebivalstva (cenzus 1790). Več kot 15 tisoč prebivalcev so imeli le Filadelfija, New York in Boston, medtem ko je bil jug države skoraj v celoti ruralen. Urbana področja so doživela svoj razmah po letu 1830, še večjo eksplozijo pa je povzročila visoka industrializacija po letu 1890. Tako je večina prebivalstva živela v mestih do leta 1920, do leta 1990 pa so mesta polnile tri četrtine vseh prebivalcev ZDA; urbaniziran je bil tudi jug dežele.
Ljudje Združenih držav so do 19. stoletja stremeli k prebivanju v centrih mest. Gradili so si stanovanjske objekte v bližini pristanišč, pisarn in trgovin. V okolici mestnega jedra so prebivali ljudje srednjega razreda, medtem ko so revni ljudje bivali na obrobju mesta. Naselja so imela gosto naselitev, saj je bila močna želja po bivanju blizu dogajanja, transport je bil namreč slabo razvit.
Razmere pa so se nekoliko spremenile z industrijsko revolucijo 19. in 20. stoletja, ko so se mesta povečala zaradi imigrirajočega kmečkega prebivalstva. Vabila so jih nova delovna mesta, pa tudi izboljšane prometne povezave. Ljudje zaradi istega dejstva niso bili več primorani v življenje v centru, bogatejši sloji so se tako nastanili zunaj mest. To je bil začetek oblikovanja sosesk z zanje značilnimi socialnimi razredi, saj so ljudje stremeli k življenju z ljudmi, ki so jim bili blizu tudi z družbenega vidika. V tem času so se oblikovale značilne mestne soseske, od katerih so bile nekatere stanovanjske, druge storitvene, tretje industrijske, četrte poslovne itd. Razvila so se predmestja, kjer so si premožni ljudje gradili domačije na velikih posestvih, kasneje pa je to početje postalo bolj masovno, tokrat v smislu gradenj stanovanjskih sosek s prostornimi stanovanji in širšimi ulicami. Na ta način so se praznile stanovanjske soseske v jedrih mest, od koder so odhajali ljudje srednjega razreda. Na njihova poprejšnja mesta so se priselili imigranti z dežele, ki so prišli iskat ekonomskih priložnosti, to pa so izkoristili ljudje, ki so imeli v lasti mestne objekte. Te so razdelili v več manjših prostorov, ki so jih nato najeli ti revnejši sloji.
Množice priseljencev tako z ameriškega podeželja kot iz Evrope je povzročalo hitro rast urbanih naselij med letoma 1870 in 1920, ko se je število v mestih živečih prebivalcev povečalo z 10 na 54 milijonov. Resnično pomemben je bil pritok evropskih imigrantov: leta 1890 so bile tri četrtine prebivalcev Chicaga rojene onkraj meja Združenih držav. Rast mest je zmanjšala možnost urejanja vodovodov, kanalizacije in odvoza smeti, zato se je situacija v mestih ZDA poznega 19. stoletja močno poslabšala. Ta mesta so bila nasičena s prebivalci in onesnažena, stopnja korupcije pa je bila visoka. Mnogokrat je bil za tisti čas opažen paradoks množic revežev sredi naselij, posvečenih proizvodnji bogastva. Stanje se je počasi pričelo izboljševati šele v prvi polovici 20. stoletja, reforme, ki so jemale v precep tudi to problematiko, pa so potekale tudi v njegovi drugi polovici. Mesta so doživljala tudi močan porast kriminala od poznega 19. stoletja dalje, organizirani kriminal pa se je razvil med letoma 1920 in 1933 v obdobju prohibicije. Vsi omenjeni problemi pa so predvsem v urbanih središčih prisotni še danes. Mesta se razvijajo še vedno, a so bile njihove meje bolj ali manj začrtane v zgodnjem 20. stoletju.

### Suburbanizacija ZDA
Predmestja Združenih držav so se pričela zazvijati v 18. stoletju, ko so se premožnejši sloji želeli umakniti iz natrpanih in onesnaženih mest. K temu so zlasti pripomogle izboljšane prometne povezave v začetku 19. stoletja. Suburbanizacija pa je svojo nikoli prej videno stopnjo razmaha doživela po drugi svetovni vojni, ko je vlada podelila olajšave vojnim veteranom. S tem so si slednji lahko kupili ali zgradili lastne hiše, kar je povzročilo poplavo skoraj identičnih hiš v predmestjih. Posamezne soseske predmestij so dajale dom razmeroma homogenim socialnim skupinam in poklicem.
Te predmestne soseske so bile gospodarsko odvisne od centrov urbanih središč in so zaradi posledične potrebe po dnevnih migracijah, ki so terjale transportna sredstva, čas in denar, ostale v domeni premožnejših družbenih slojev. Po vojni so bila predmestja zaradi močnega porasta novorojenih otrok (baby boom) polna teh, značilne pa so bile tudi prostorne hiše, vrtovi, snažnost, nizka stopnja kriminala, boljše šole, manjši davki in zasebnost (družine so bile v tem novem načinu bivanja namreč odmaknjene od svojega sorodstva).
Emigraciji prebivalstva iz mestnih jeder je sledila tudi migracija trgovin v predmestne konce, zaradi česar so nastali veliki predmestni nakupovalni centri (angleško shopping mall). Zgrajena so bila tudi blokovska naselja za ostarelo prebivalstvo, ločence in nekoliko revnejše sloje, ki so težje prišli do lastne hiše. Zatem so se zavoljo nižjih davkov, bližine delavcev in manj kriminala pričele v predmestja priseljevati tudi korporacije. Ker so bile javnoprometne povezave v predmestja iz drugih predmestij slabše kot v sama jedra, je prišlo tudi do razmaha uporabe avtomobilov za dnevni prevoz v službo. To pa danes predstavlja velike težave, saj prebivalci ZDA preživijo več in več časa za prevoze v službo ter čakanje v vsakodnevnih prometnih zamaških. Danes v predmestjih živi 59 % urbanega prebivalstva, v centrih 41 %.
Kljub temu pa mestna jedra niso ostala brez kakršnega koli namena. Tam imajo namreč še vedno svoje prostore uradi, uprava, izobraževalne ustanove in nočno življenje ter modne trgovine.
V današnjem času pa se spreminjajo tudi prvotna predmestja, saj se prebivalci teh odločajo za nova robna območja, kjer je prostora, snage in miru še več. S tem prvotna suburbanizirana območja izgubljajo prebivalstvo oziroma prejemajo povečan delež pripadnikov revnejših slojev, kar prinaša manjšo finančno stabilnost zaradi slabše razvite ekonomije in več kriminala. Ob koncu 20. stoletja so se tako tudi predmestja spopadla z mestnimi problemi, zato ima več in več najnovejših in premožnejših sosesk svoja zaključena ozemlja z ograjami in varovanjem.
Trend prihodnosti bi utegnil biti preseljevanje prebivalcev v manjša mesteca, kjer bi imeli več miru, večjo povezanost s skupnostjo in manj vsakodnevnega transporta na delovno mesto in po opravkih. To bodo po vsej verjetnosti pospešile elektronske komunikacije, ki med drugim omogočajo sodelovanje in delo na daljavo. Naproti umikanju prebivalstva iz mest pa govori strmo dvigovanje cen bencina in torej tudi vsakodnevnega transporta.

## Okolje in družba
Že prvi evropski priseljenci so se zavedali velikih možnosti, ki jih ponujajo naravna bogastva te dežele. Tudi zato so se ZDA hitro razvile v vodilno agrikulturno in kasneje industrijsko silo. Tako je človek s svojim delovanjem močno preoblikoval površje, gozdove severa in severovzhoda ter prerije Velikega nižavja spremenil v polja, z lovom pa iztrebil mnogo domorodnih živali. Izjemen negativen učinek na okolje je imela tudi sprva industrijska revolucija in nato demografska eksplozija.
Prvi znaki okoljevarstvene zavesti so se v Združenih državah pojavili v drugi polovici 19. stoletja, ko je vlada vzpostavila nekaj naravnih rezervatov. Kljub temu je trajalo do 60. let 20. stoletja, preden je družba ZDA širše spregovorila o okoljskih problemih. Takrat so bile vpeljane nekatere konvencije, povečalo se je število naravnih rezervatov, deklarirano varovanje ekosistemov ipd. Kljub temu ekološke težave ostajajo tako kot v ostalem industrializiranem svetu tudi v sedanjosti problem ogromnih razsežnosti in smeri. Združene države za primer proizvedejo 20 % svetovnih izpustov ogljikovega dioksida v atmosfero, a se kljub temu nočejo zavezati Kjotskemu protokolu.

### Spreminjanje okolja in okoljevarstvo
Ameriški staroselci so bili sprva nomadski lovci, seleči se sem ter tja ter izkoriščajoči lokalne dobrine za hrano. Ko so se kasneje ustalili in pričeli kmetovati, so ustanavljali male vasi. Tudi v tem obdobju so bile gomile nekaterih plemen največ, kar je dolgoročno ostalo od indijanskih naselij.
Evropejci so brž ob svojem prihodu dognali, da je nov svet okolje naravnih bogastev. Lovci, ki so bili prvi evropski popotniki v notranjost dežele z vzhodnih obal, so poročali o obilici živali, zlatu in srebru ter neomejenih planjavah, kar je privlačilo kmete. Ti so potovali po poteh lovcev in skrčili gozdove ter vzpostavili kmetijska posestva na področjih nekdanjih gozdov in prerij. Iztrebljenih ali zdesetkanih je bila množica živalskih vrst; to se je sprva zgodilo živalim z dragocenim krznom, pa tudi bizonom v Velikem nižavju. Močno so upadle količine orlov, grizlijev in volkov zaradi kmetov, ki so zavoljo varnosti svojih čred pobijali zveri. Priseljenci so takisto pustošili v priobalnih vodah, kjer je 80 % vseh svetovnih kitolovcev, kolikor jih je do sredine 19. stoletja pripadalo prebivalstvu ZDA, pripeljalo nekatere vrste kitov na rob izumrtja.
Te večajoče se težave so povzročile vzcvet zgodnjih okoljevarstvenih idej, kljub temu, da je bil to čas, ko je bila splošna družbena klima naravnana proti okolju kot proti nevarni divjini, ki jo je potrebno ukrotiti. Prvi v teh idejah so bili transcendentalisti 30. let 19. stoletja, kakršna sta bila Ralph Waldo Emerson in Henry David Thoreau. Transcendentalizem je bil protest proti takratnemu stanju družbe in kulture, njegovo prepričanje je bilo, da je vsa predmetnost svéta, in sicer tudi tista, ki je ni ustvaril človek, pač pa narava. Naslednji korak je napravil George Perkins Marsh, ki je leta 1864 objavil knjigo o uničevanju okolja Človek in narava (angleško Man and Nature), ob tem pa tudi serije fotografij iz Yellowstonea, ki so poudarjale lepote tamkajšnje narave. Tako je leta 1872 območje Yellowstone postalo prvi narodni park Združenih držav. Leta 1891 je vlada ustanovila področja nacionalnih gozdov, a so bila mnenja o tem, kaj naj bi ti predstavljali, različna. Direktor službe za gozdove ZDA je na primer menil, da so to rezervati, v katerih je shranjen komercialni les nacionalnega pomena. Ta nasprotja obstajajo tudi danes. K nastanku več drugih narodnih parkov je mnogo prispeval ameriški predsednik Theodore Roosevelt. Kasnejši razvoj okoljevarstva pa je pomembno zaznamovala ekološka katastrofa 30. let, Dust Bowl. Vlada je zato organizirala izobraževanja za kmete o kmetovanju.

#### Vpliv industrializacije in urbanizacije
Združene države kljub vsemu niso imele večjih ekoloških težav do 20. stoletja, saj je bilo prebivalstvo razmeroma majhno, industrija razmeroma slabo razvita, urbanih območij, ki so edina trpela za hudo onesnaženostjo, pa je bilo malo. Ko se je zaključila druga svetovna vojna, so Združene države šle skozi epohalni gospodarski razvoj, saj so bile ena redkih držav, ki niso utrpele velike škode pri industrijski infrastrukturi. S tem so postale največja proizvajalka in potrošniška država, svoje pa je prispeval pojav baby boom oziroma velik porast novorojenčkov po koncu vojne. Razvili so se urbani centri s koncentriranimi količinami smoga, turbopotrošnja ameriške družbe pa je producirala ogromne količine smeti; reke so postale onesnažene z industrijskimi in kmetijskimi odplakami, vse skupaj pa je bilo najhuje v visoko industrializiranem severovzhodu države.

#### Zavest o degradaciji okolja
Odgovor na hitro porajajoče se nove okoljske težave je bil porast zavesti o degradaciji okolja v 60. in 70. letih. Pomembno je na to vplivala morska biologinja Rachel Carson, ki je 1962. leta spisala delo Nema pomlad (angleško Silent Spring) in v njej zaključila, da bodo živalske vrste v ZDA v kratkem tako razredčene (med drugim zaradi uporabe takrat izjemno priljubljenega insekticida DDT), da spomladi ne bo več slišati petja ptic. Tudi znanstvene študije so začele poročati o povezanosti onesnaženega okolja in zdravstvenih težav pri ljudeh, med drugim je bilo ugotovljeno tudi, da se v naravi odlagajoči strupi preko prehranjevalne verige znajdejo v njenem zadnjem členu, človeku. Svoje so naznanjale tudi nesreče, ki so pričale o sklopu problemov. Znan je primer »goreče reke« Cuyahoga v Ohiu iz leta 1969, po kateri so plavali oljni madeži in drugi odpadki ter se vneli.
V Združenih državah Amerike je tako prvič prišlo do obeleževanja dneva Zemlje, 22. aprila 1970, ko so posamezne skupine protestirale proti zlorabljanju okolja. Prihajajoča doba je prinesla več zakonskih ukrepov, ki naj bi peljali k varovanju okolja. Ustanovljena je bila Agencija za zaščito okolja, ki postavlja okoljske standarde, odobrava načrte, ki predvidevajo onesnaževanje, načrtuje čiščenje že onesnaženega okolja ter nadzoruje regionalne izpuste umazanije v vodovje. Uredba o čistem zraku iz leta 1970 je vzpostavila meje za izpuste plinov za industrijo in avtomobile, 1972. leta je bil sprejet akt o čisti vodi, katerega cilj je preprečitev izlivanja vseh umazanij v vse vode vključno z obalnimi, leto kasneje pa uredba o ogroženih vrstah, ki naj bi poskrbela za zaščito teh; nekatere vrste so si zatem opomogle, več izmed njih pa ne.
V 70. in 80. letih je prišlo do bolj obsežnega raziskovanja posledic onesnaževanja, kar je prineslo razkritje novih tveganj. Vnela se je vroča javna razprava o naseljevanju na območjih, ki so nekoč služila kot odlagališča za nevarne odpadke; tako kot drugod po svetu je bil odkrit kisli dež, ki nastane ob združitvi zračne nesnage z vlago ter povzroči zastrupitev vodnih teles ter škoduje življenju na zemeljskem površju; zgodila se je nesreča na Otoku treh milj v Pensilvaniji leta 1979, ko je prišlo do eksplozije v jedrski elektrarni in do izpusta količine radioaktivnega plina, kar bi kmalu vodilo do stalitve sredice in izpusta radioaktivnega materiala; ZDA so nenazadnje kot visoko razvita industrijska država v veliki meri povzročile tudi pojav tople grede in tanjšanje ozonskega plašča.

#### Okoljevarstvo proti gospodarstvu v ZDA
Medtem ko je bilo vse več govora o ekoloških problemih in ukrepih proti njim, so se našle skupine, ki so bile mnenja, da ekološki ukrepi omejujejo svobodo uporabe okolja in svobodo gospodarjenja. Takšno mišljenje je bilo še posebno prisotno v državah zahoda ZDA, kjer je bilo mnogo prebivalcev zaposlenih v rudarstvu in lesni industriji. Tu namreč pride do trka med idejo, da je okolje družbeni zaklad, ki ga je potrebno ohraniti za prihajajoče generacije, in idejo, da je kvalitetno življenje v materialnem izobilju (potrošništvo) ter gospodarstvu, ki stalno zagotavlja nova delovna mesta za naraščajoče število prebivalcev.
To je vodilo do organizacije gibanja Sagebrush Rebellion v poznih 70. letih, v katero so bili vključeni liberalni gospodarstveniki ter z njim stremeli k zmanjšanju vpliva zveznih oblasti na okoljsko in gospodarsko politiko. Izpostavili so dejstvo, da okoljevarstvo na eni strani pomeni zatiranje gospodarske svobode na drugi strani. Ta tabor je bil tudi pomemben pri izvolitvi konservativca Ronalda Reagana leta 1980, ki je omilil okoljevarstvene predpise in promoviral svobodni kapitalizem. Še danes prihaja do najbolj vročih razprav o okoljevarstvu nasproti gospodarstvu ob dogodkih, ko vprašanje ohranitve kake vrste prepreči gospodarski poseg v naravo.
V 80. in 90. letih 20. stoletja se je pojavila ideja o trajnostnem razvoju, ki naj bi ponudil ravnotežje med obema interesnima poloma. Ta promovira razvijajoče gospodarstvo, ki obenem skrbi za čim manjši vpliv na okolje. Udejanitev trajnostnega razvoja v ZDA in še bolj v svetu je tudi danes še daleč, saj obstajajo mnoge polemike o tem, kje je točka ravnotežja.

#### Mednarodno sodelovanje
Združene države Amerike so se kljub velikemu onesnaževanju regionalnega in svetovnega okolja pridružile mednarodnemu sodelovanju na področju okoljevarstva. Znana je Konferenca Združenih narodov o okolju in razvoju (bolj znana kot Konferenca v Riu) leta 1992, kjer so se sestali predstavniki 178 držav in razpravljali o tem, kako rokovati z velikimi težavami. Združene države med drugim niso podpisale tam sprejete Konvencije o biološki raznovrstnosti, saj naj bi ta ogrožala svobodo biotehnoloških podjetij.

#### Trenutna podoba
Navkljub mnogim prizadevanjem za preprečevanje okoljske škode se ta veča iz dneva v dan. Združene države so namreč največji porabnik fosilnih goriv, neregulirana potrošnja pa producira tudi ogromno konvencionalnih odpadkov ter krčenje naravnih bogastev. ZDA do danes še niso podpisale mnogih uredb o okoljski problematiki, med drugim Kjotskega protokola.

### Naravna bogastva in raba tal
Ob prihodu prvih Evropejcev je bila polovica današnjih Združenih držav Amerike prekrita z gozdovi. Evropejci so jih kaj kmalu silovito skrčili zaradi potrebe po pašnih in poljedelskih površinah ter za kurjavo in industrijski les. Danes (prvotni) pragozdovi prekrivajo le 10 odstotkov svojega nekdanjega površja, uredbe pa dve tretjini današnjih gozdov (ti prekrivajo 25 % državnega površja) označujejo za komercialno dobrino. Polovica vsega industrijskega lesa pride iz pacifiških držav, to je tudi področje znanih gozdov v Kaliforniji; z Aljaske pa je znana jelka sitka. Gozdovi v manjši meri prekrivajo tudi jug države in Apalače ter dele območja Velikih jezer.
ZDA premorejo kot država celinskih razsežnosti množico mineralnih nahajališč. So največja proizvodnica fosfatov, druga na svetu po izkopu zlata, srebra, bakra, svinca, naravnega plina in premoga, tretja (za Rusijo in Saudovo Arabijo) po izčrpani nafti. Trije najpomembnejši mineralni proizvodi Združenih držav so goriva, in sicer zemeljski plin, nafta in premog. Država je 1996. leta izčrpala 23 odstotkov na svetovni ravni letno pridobljenega plina, 21 % premoga in 13 % surove nafte. Plin in nafta ležita na mnogih ležiščih v tleh Združenih držav, največ pa ju je najti na območju Teksasa in Oklahome, v Mehiškem zalivu ob obali Teksasa in Louisiane ter na severu Aljaske. Največje proizvajalke premoga znotraj ZDA so Wyoming, Zahodna Virginija in Kentucky.
Najpomembnejše domače kovine so zlato, baker, železova ruda, cink, magnezij, svinec in srebro. Ležišča bolj kakovostnih rud, kakršne so hematit, magnetit in limonit, so že izčrpana. Izmed industrijskih mineralov so najbolj uporabljani tisti v gradbeništvu: gline in ilovice, apno, soli, fosfatne kamnine, bor in kalij. Mineralna nahajališča so locirana zlasti na zahodu dežele.

### Naravne nesreče
Združene države so vsako leto prizorišče množice naravnih nesreč, katerih množico posredno povzroči človekova dejavnost.
Redkeje se pojavijo hude suše, a so te vseeno že večkrat zaznamovale posamezna zgodovinska obdobja ZDA. Tako Dust Bowl (slovensko prašna skleda), ki je sovpadal z veliko depresijo 30. let in je bil obdobje kronične suše ter silovitih peščenih viharjev v Velikem nižavju. Izselila se je skoraj celotna populacija, saj kmetovanje ni bilo več mogoče. V zadnjem letu je močna suša zajela južni pas države od Tihega oceana do Floride.
Tornadi mnogokrat pustošijo zemeljsko površje Velikega nižavja in srednjega zahoda. Vzrok so srečajoče se različne zračne mase, ki povzročijo vrtinčenje zraka v pomladnem in poletnem času. Območje od severnega Teksasa preko Kansasa v Tennessee je znano kot Tornado Alley (slovensko sprehajališče tornadov). Druga podobna nevarnost so orkani (angleško hurricane), ki mnogokrat pustišijo po obalah Mehiškega zaliva in južne atlantske obale, pa tudi po Havajih. Sezona orkanov se razteza od 1. junija do 30. novembra, z viškom od sredine avgusta do zgodnjega oktobra. Med najbolj uničujoče orkane sodijo orkan Galvestone 1900, Andrew 1992 in Katrina 2005. Sem ter tja udarijo po jugozahodnih obalah ZDA tudi ostanki tropskih ciklonov z vzhodnega Pacifika, kar prinese velike količine dežja.
Tudi poplave velikega obsega so redke, izjeme pa so velika poplava Misisipija 1927. leta, velika poplava 1993 in mnoge poplave ter blatni plazovi v letih 1982 in 1983 zaradi El Niña. Večkrat pa se pojavijo, zlasti na goratem jugozahodu, lokalne poplave in blatni tokovi. Življenje nekoliko ohromijo snežni zameti, prisotni zlasti na severovzhodu države.
Velike površine puščavskega grmičevja na zahodu hitro povzročijo požare.
Zahodna obala osrednjih ZDA in deli Aljaske sestavljajo del Pacifiškega ognjenega obroča, ki je območje močnih ognjeniških in tektonskih aktivnosti ter je vir 90 % svetovnih potresov. Zato je več ognjenikov nanizanih v državah Washington, Oregon in v severni Kaliforniji vzdolž Kaskadnega gorovja. Več ognjenikov je tudi na Havajih, med njimi najvišja gora na svetu (merjeno od njenega vznožja na dnu Tihega oceana), a so človeškemu prebivalstvu razmeroma nenevarni – Kilauea sicer bruha neprestano od leta 1983, a ogrožajočega izbruha ni bilo od 17. stoletja dalje. Na drugi strani je bil rušilen izbruh Svete Helene v zvezni državi Washington leta 1980. Ognjeni obroč povzroča tudi potrese, ki zlasti prizadenejo Kalifornijo in južno Aljasko; zelo zaznamujoč je bil potres v San Franciscu leta 1906 in potres na veliki petek 1964 v Anchorageu na Aljaski.

### Splošni tiskani viri
- Castillon, David A. (1994). Geomorphology : landform analysiss, exercises. Springfield: Department of Geography, Geology, and Planning, Southwest Missouri State University. COBISS 2461282.
- Getis, Arthur; Getis, Judith (1995). The United States and Canada: the land and the people. Dubuque: Wm. C. Brown Publishers. COBISS 991842.
- Klaus, Frantz (1999). Indian reservations in the United States: territory, sovereignty, and socioeconomic change. Chicago, London: The University of Chicago Press. COBISS 11105378.
- McKnight, Tom Lee (2004). Regional geography of the United States and Canada. Upper Saddle River, New Jersey: Pearson/Prentice Hall. COBISS 14506504.
- Stanič, Stane (1994). Amerika. Ljubljana: Apros & Aprost. COBISS 43804672.

### Splošni elektronski viri
- Boehm, Richard G. (2005). United States Geography. Encarta Reference Library Premium 2005 DVD
- Klepp, Susan E. (2005). United States People. Encarta Reference Library Premium 2005 DVD
- Watts, M. (2005). United States Economy. Encarta Reference Library Premium 2005 DVD

### Neposredni viri
1. ↑  Območja, ki niso na zemljevidu: Aleuti (Aljaska); (Havaji); Otok Mona (Portoriko); Rota in Občina Severnih otokov (Severni Marianski otoki); Otoki Manu'a, Atol Rose in Otok Swains (Ameriška Samoa) in Manjši oddaljeni otoki
2. ↑  McKnight, Tom Lee (2004). Regional geography of the United States and Canada. Upper Saddle River, New Jersey: Pearson/Prentice Hall. COBISS 14506504.
3. ↑  Price, Brian; Guinness, Paul (1997). North America: an advanced geography. London: Hodder & Stoughton. COBISS 7913736.
4. ↑  Samide, Marjana; Ingolič, Borut (1995). Dežele in ljudje. Severna in Srednja Amerika, Veliki Antili. Ljubljana: Mladinska knjiga. COBISS 50621184.
5. ↑  »Each state's low temperature record«. Williams, Jack (USA Today). Pridobljeno 13. junija 2007.
6. ↑  »Weather and Climate - Death Valley Natinal Park« (PDF). National Park Service (U. S. Department of the Interior). Pridobljeno 13. junija 2007.